# ليك ويلز
ليك ويلز (بالإنجليزية: Lake Wales)‏ هي مدينة أمريكية تقع في ولاية فلوريدا. تبلغ مساحة هذه المدينة 36.3 (كم²)،ويبلغ عدد سكانها 12071 نسمة حسب إحصاء سنة 2010 م 12071.تشير إحصاءات سنة 2000م بأن الكثافة السكانية في هذه المدينة تقدر بـ(280.8) نسمة/كم2 

## أعلام
- لورينزو هامبتون
- ويس بلات
- أمار ستودماير
- دومينيك جونز
- ويد ديفيس
- ريد جرانج